# 南亞自由貿易區
南亞自由貿易區（英語：South Asian Free Trade Area，簡稱：SAFTA）成立於2006年，是一個涵蓋了8個國家、共16億人口的自由貿易區域協定，其成員國包括阿富汗、孟加拉、不丹、印度、馬爾代夫、尼泊爾、巴基斯坦和斯里蘭卡。宗旨之一是在2016年前將成員國之間的關稅減少至0%。

## 伸延閱讀
- Sharma, Anil. . Hindustan Times. 2022-02-06  [2024-04-08]. （原始内容存档于2024-04-08）.
- Kathuria, Sanjay; Rizwan, Nadeem. . blogs.worldbank.org. 14 February 2019  [2024-04-08]. （原始内容存档于2024-01-04）.

## 外部連結
- SAARC介绍页 （页面存档备份，存于）
- 世界银行关于南亚经济贸易的数据及分析